# 子音連結
子音連結（しいんれんけつ、英: consonant cluster または consonant blend）は、言語学において、母音を間に挟まない子音の集まり（群）を指す。子音結合（）、子音群（）、子音クラスター、子音クラスタとも。
例えば、英語の「splits」という単語における /spl/ や /ts/ が子音クラスタにあたる。
言語学者によって、「この用語の適用範囲は同一音節内に限定するのが正しい」とする立場と、「複数の音節にまたがって連なる子音も含める方が実用的である」という立場がある。例えば、英語の「extra」の場合、前者の定義によれば /ks/ と /tr/ という、各2子音の子音クラスタが2つあることになるが、後者の考え方では /kstr/ という4子音から成る子音クラスタが許容される。同様に、ドイツ語の「Angstschweiß」（ /aŋstʃvaɪs/ 、「冷や汗」）には /ŋstʃv/ という5子音の子音クラスタが含まれていることになる。

## 音素配列
子音連結に関する音素配列ルールは、言語によって異なる。
子音連結が全く見られない言語は多く存在する。例えば、マオリ語やピダハン語では2つの子音が連続することはない。マレー・ポリネシア語派のほぼ全ての言語（タヒチ語、サモア語、ハワイ語など）にも子音結合は存在しない。
日本語にも子音連結はほとんどないが、子音＋ /j/ という並び方（「東京」（ /toːkjoː/ ）など）があり、2つの音節にまたがるケースでは/n/ /m/ /ng/ /N/＋子音という組み合わせ（「本州」（ /hoNɕuː/ ）、「天ぷら」（ /tempuɽa/ ）など）もある。促音が破擦音の前にくると、子音連結である。（「一致」/ittɕi/、「みっつ」/mittsu/）。宮古語大神島方言では「pstu」（人）や「sapksk」（引っ張る）のように子音連結の例が多数あり、アジアの言語では唯一、「kss」（おっぱい）や「kff」（作る）など無声音のみの子音連結も存在する。
ほとんどのセム語派言語（標準アラビア語など）では、頭子音（音節核の前に来る子音、英： onset ）には子音クラスタが全くないが、他の位置では最高2子音までの子音クラスタが見られる。例外として、現代イスラエルのヘブライ語では頭子音に2子音の子音クラスタが見られ（「pkak」（帽子）、「dlaat」（かぼちゃ）など）、モロッコのアラビア語ではベルベル語の影響によって数個の子音が連なるケースがある。
ほとんどのモン・クメール語派言語（クメール語など）では、頭子音でのみ子音クラスタが見られ、それも1音節あたり3子音までと制限されている。
フィンランド語の場合、南西方言と借用語でのみ、頭子音のみに子音クラスタが認められ、子音クラスタの数も1語あたり最高3つまでと制限されている。
ビルマ語の場合、頭子音としては最高3つまでの子音（1番初めの子音＋2つの介子音（ /-j-/ と /-w-/ ））が表記されるが、実際に発音されるのは2つまで（（1番初めの子音＋1つの介子音）である。なお、これらの子音クラスタに使用できる文字とできない文字がある。方言によっては、 /-l-/ という介子音を加えた4子音までの子音クラスタが見られる。
ジョージアの南コーカサス語族では、さらに多くの子音を含む子音連結が見られる。グルジア語では、4つから6つの子音が連なることも珍しくない。例えば、 /brtʼqʼɛli/  （ flat ）、 /mt͡sʼvrtnɛli/ （ trainer ）、 /prt͡skvna/ （ peeling ）などがある。さらに、文法的接辞を用いれば、 /ɡvbrdɣvnis/ （ he's plucking us ）のように8子音の子音クラスタも起こり得る。グルジア語では子音が音節核になることは有り得ないため、この音節は CCCCCCCCVC と分析される。
スラヴ語派言語（スロバキア語など）でも多くの子音が連結することがある。例えば、「štvrť」（ /ʃtvr̩tʲ/ ）、「zmrzlina」（ /zmr̩zlɪna/ ）、「žblnknutie」（ /ʒbl̩ŋknutje/ ）など。ただし、スロバキア語では流音（ /r/ 、 /l/ ）が音節核となることが可能で、これらのケースでは音韻論的に母音のようにふるまっていることになる。しかし、「vzhľadom」（ /ʋzɦʎa.dom/ ）のように流音を含まない子音クラスタも存在する。
セルビア・クロアチア語には「opskrbljivanje」（ /ɔpskr̩bʎiʋaɲɛ/ ）という例があるが、 ”lj” と ”nj” はそれぞれ /ʎ/ と /ɲ/ を表す二重音字である。
セイリッシュ語族では、母音なしで子音ばかりが連なっている単語も存在する。例えば、ヌーハルク語（ ベッラ・クーラ語とも）の /xɬpʼχʷɬtʰɬpʰɬːskʷʰt͡sʼ/ （ he had in his possession a bunchberry plant ）という言葉がそうである。これらの子音のうち、どれが音節核として機能しているかを見極めるのは非常に困難である。
東アジア地域の言語（中国語、ベトナム語など）において、子音クラスタが短縮される傾向が見られる。上古音には /r/ または /l/ （あるいはその両方）も介子音として存在していたが、中古音や現代北京語ではそり舌音に取って代わられた。例えば、「江」は北京語では「jiang」、広東語では「kong」と読まれるが、上古音では「klong」か「krung」だった可能性が高い。さらに、近年の再建分析によると、上古音における頭子音クラスタの歯擦音（「tk」「sn」など）は後世に口蓋化したとされる。
上古音については、尾子音（または末尾子音、英： coda ）や尾子音の直後に起きる子音連結の分析もされている。中古音や現代南部方言において「-p」「-t」「-k」で終わる去声音節と入声音節の間に同根語が含まれている場合がある。去声音節の尾子音の直後に歯擦音が付け足された「-ps」「-ts」「-ks」という子音クラスタが発生し、それが「-ts」または「-s」に短縮され、やがて消えてしまった結果、その前後の母音が現代のいくつかの方言で二重母音化したという分析である。
古ベトナム語にもさまざまな頭子音クラスタが存在したが、17世紀頃までに徐々に融合して単一子音となり、硬口蓋鼻音として発達したものもある。

## 借用語
借用語における子音クラスタは、それを借用する側の言語の通常の音素配列制限に従うとは限らない。
ウビフ語の語根「psta」はアディゲ語からの借用語で、ウビフ語における「頭子音は2子音まで」という規則に反している。
英語の「sphere」（ /ˈsfɪər/ ）や「sphinx」（ /ˈsfɪŋks/ ）はギリシア語からの借用語で、英語における「単語の頭では複数の摩擦音が連続しない」という規則に反している（最適性理論も参照）。

## 英語
英語の場合、頭子音クラスタの上限は3子音である。頭子音クラスタが3子音から成る場合、例えば「split」（ /ˈsplɪt/ ）、「strudel」（ /ˈʃtruːdəl/ ）などのように、第1子音は必ず /s/ か /ʃ/ 、第2子音は必ず閉鎖音（ /p/ か /t/ か /k/ ）、第3子音は必ず流音（ /l/ か /r/ ）である。
一方、尾子音クラスタは最高5子音まであり、例えば「angsts」（ /ˈæŋksts/ ）が挙げられるが、5子音クラスタは稀である。4子音クラスタは「twelfths」（ /ˈtwɛlfθs/ ）、「sixths」（ /ˈsɪksθs/ ）、「bursts」（ /ˈbɜrsts/ ）、「glimpsed」（ /ˈɡlɪmpst/ ）など、比較的多い。
複合語では長めの子音クラスタが可能で、例えば、「handspring」（ /ˈhændspriŋ/ ）には5子音から成る子音クラスタが含まれる。
英語において注意すべき点は、子音クラスタと二重音字の違いである。前者は複数の音素から成るのに対し、後者は2文字で1つの音素を表す。例えば、「ship」では「sh」の2文字で /ʃ/ という単音を表している。「length」のように、「ng」と「th」の4文字で2つの二重音字 /ŋθ/ を成しているケースもある。また、「lights」には発音されない「gh」（黙字）の後に「ts」（ /ts/ ）という子音クラスタが続く。複合語の類似例としては、「sightscreen」（ /ˈsaɪtskriːn/ ）や「catchphrase」（ /ˈkætʃfreɪz/ ）が挙げられる。